# Grutas de Cacahuamilpa Nemzeti Park
A Grutas de Cacahuamilpa Nemzeti Park (spanyolul Parque Nacional Grutas de Cacahuamilpa, jelentése: Cacahuamilpai Barlangok Nemzeti Park) Mexikó egyik nemzeti parkja, a Déli-Sierra Madre hegységben kialakult hatalmas cseppkőbarlangok találhatók benne. Területe Guerrero állam három községére: Pilcayára, Taxco de Alarcónra és Tetipacra terjed ki.

## Története
A területet korábban olmékok, majd chontalok lakták, akik a barlangokat vallásos ünnepségek megrendezésére használták. A hódító spanyolok elől az őslakók a barlangok létezését titkolták, így ők egészen addig nem ismerték, amíg az 1830-as években egy Manuel Saénz de la Peña nevű tetecalai üzlettulajdonos rájuk nem bukkant, és elrejtőzött bennük az őt üldöző hatóságok elől. Az első felfedezőutat 1866-ban Dominik Bilimek és Maximiliano von Habsburg tette meg, akik első alkalommal írtak az itteni állatvilágról. A barlangot 1920-ban nyitották meg a látogatók előtt, majd 2 év múlva Federico Bonet részletesen felmérte azt, térképet is készítve róla: közlése szerint a barlang 1380 méter hosszúságú. A nemzeti parkot Lázaro Cárdenas elnök idején, 1936. március 23-án hozták létre, majd 1968-ban vezették be a vezetővel tehető látogatásokat. 1987-ben a Nemzeti Földtani és Számítástechnikai Intézet szakemberei újabb, részletesebb barlangfelmérést tartottak, és azt derítették ki, hogy a barlang 4-5 km hosszú.
A hely neve a navatl nyelvből ered: a cacahuatl szó jelentése „földimogyoró” (a mai mexikói spanyol nyelvjárásban is elterjedten használják a cacahuate szót), a milli „ültetvényt” jelent, a pa pedig helyhatározó rag, így a Cacahuamilpa olyasmit jelenthet, hogy „földimogyoró-ültetvényben”. Emellett az őslakók Salachi néven is nevezték a területet.

## A barlangok
A nemzeti park területén levő barlangrendszer legjelentősebb barlangja a Gruta de Cacahuamilpa, de itt található még a Gruta de Carlos Pacheco, a Cueva de Agua Blanca („A Fehér Víz Barlangja”) és a Cueva de los Pilares („Az Oszlopok Barlangja”) is, valamint a Chontalcoatlán és a San Jerónimo föld alatti folyók barlangjai.

### A Gruta de Cacahuamilpa

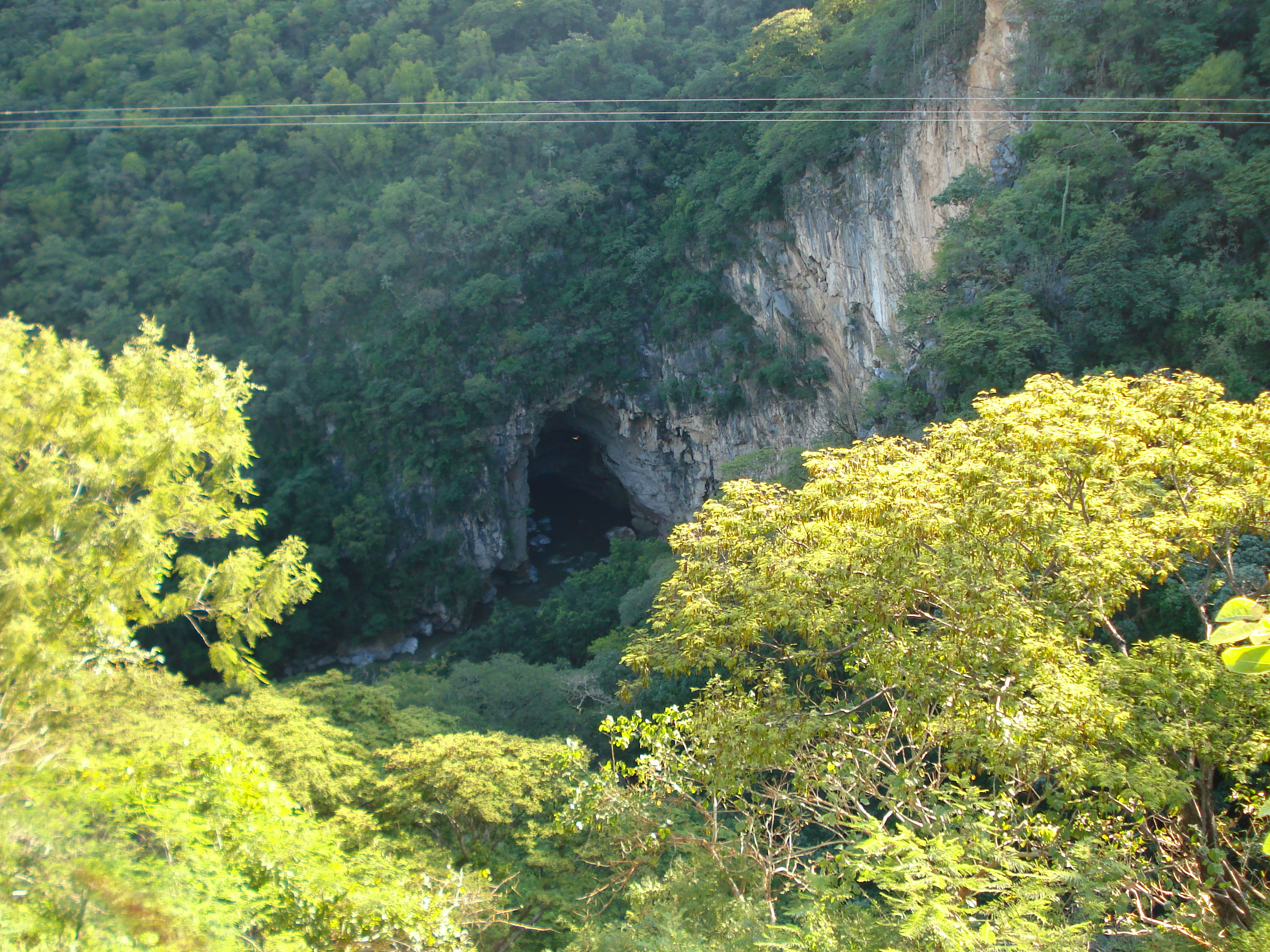
A Gruta de Cacahuamilpa bejárata

A Cerro de la Corona hegy belsejében található barlang fő járata mintegy 2 km hosszú, csaknem vízszintes, elágazásokat nem tartalmaz, szélessége 40, magassága 20 m körül van, és rengeteg karsztképződmény látható benne. Számos formációja érdekes fantázianevet kapott, például: Rostro de Dante („Dante arcképe”), Botella de cerveza („Sörösüveg”, más néven Botella de Champagne – „Pezsgős üveg”) és az Elephante („Elefánt”).
A bejárat a Limotitla-szakadéknál, 1105 méter tengerszint feletti magasságban található. A látogatók számára 1967 és 1970 között kb. 2 km hosszan betonjárdát építettek ki, ahol szükséges volt, ott lépcsőkkel, a veszélyes helyeken pedig védőkorlátokkal, és természetesen ki is világítják a járatot. A barlang mintegy 90 teremből áll, melyeket a fő folyosó köt össze. A legmagasabb terem mennyezete 70 méterre van a talajtól.

### A Gruta de Carlos Pacheco
Ennek a barlangnak a bejárata kb. 400 méterrel délre helyezkedik el a Gruta de Cacahuamilpáétól. Bár maga a barlang jóval kisebb, mint a másik, szépségében nem marad el tőle. Nevét Carlos Pacheco tábornokról kapta, akinek hívására 1881-ben Porfirio Díaz elnök 21 napos látogatásra érkezett a térségbe. Maga a barlang 2 ágból áll, kelet felé indulva juthatunk el az első és egyben legnagyobb termébe, melyben több érdekes képződményt találhatunk, többek között a mintegy 10 méteres Roca Torpeya nevű sziklát. Ez a barlang nincs kivilágítva és kiépített járdája sincs, de nem jelent veszélyt a látogatása. Ellentétben a fő barlanggal, ide alig szivárog be víz, így cseppkövei ma már nem növekednek tovább.

### A San Jerónimo folyó barlangja
Ez a 6,8 km hosszúságú földalatti folyó México államban ered San Pedro Zictepecnél. Aki ellátogat a barlangjába, annak az első 150 métert vízben kell megtennie egy mintegy 80 méter magas föld alatti csarnokban. Mintegy egyórás út után érheti el azt a helyet, ahol megfelelő felszerelés birtokában lemerülhet a víz alá és folytathatja útját. A teljes útvonal bejárása körülbelül 7 órát vesz igénybe, míg kibukkanhat a földfelszínre az alagút másik oldalán, Dos Bocasban. Itt ömlik össze a folyó a Chontalcoatlánnal, hogy azután vizeik együtt Amacuzac néven folytassák útjukat.

### A Chontalcoatlán folyó barlangja
Az 5,6 km hosszú folyó a Nevado de Toluca régióban ered, a barlang bejárata mintegy 50 méter mély: a kisteherautóval idehozott turisták felszerelést is kapnak a leereszkedéshez. Bár ez sem könnyű terep, az igen hideg folyó medrét mégis egyszerűbb végigjárni, mert összességében hosszabb homokos partszakaszai vannak, és kevesebb sziklás, igaz, itt is vannak részek, ahol úszni szükséges.

## Élővilág
A barlangokban a fény hiánya miatt növények nem élnek, a felszínt többnyire lombhullató erdők borítják. Jellegzetes fajai a cuajilote, a kopál, a pochote (Pachira quinata), a cazahuate (Ipomoea arborescens), a ceiba-félék, de előfordulnak helyenként orchideák és néhány gyógyhatású növény is, mint például a cuachalalate és az Eysenhardtia polystachya.
A környék gyakoribb állatai közé tartoznak a mosómedvék, az övesállatok, nyulak, az Ortalis nemhez tartozó tyúkalakúak és a leguánfélék, a veszélyeztetett fajokat a vidrák, az oncillák és a szirti sasok képviselik.

## Extrém sportok
A nemzeti park nemcsak barlangjaival vonzza a látogatókat, hanem különféle sportolási lehetőségeivel is. Rendelkezik canopy-pályával (hossza 100 méter, a legnagyobb mélység 52 m), lehetőség van köteles ereszkedésre a 37 méter mély Limontitla-szakadékba, falmászásra és kötélugrásra is. Mindezekkel péntektől vasárnapig, illetve ünnepnapokon várja a látogatókat.

## Egyéb látnivalók
Mintegy 5000 m²-en terül el a nemzeti parkban a Limontitla Botanikus Kert, ahol számtalan virágos növényt mutatnak be, kutatási és oktatási célokból, amellett, hogy segítenek megőrizni a környék biodiverzitását. Látogatható egyénileg vagy vezetővel is: ez utóbbi minden növény jellemzőjéről, felhasználhatóságáról és védelmének fontosságáról képes információkat szolgáltatni. Szerencsés esetben madarakat vagy az éjszaka erre elhaladó más állatok nyomait is felfedezheti a látogató.
Egy kilátóhelyen, ahonnan a két föld alól érkező folyó torkolatát lehet megfigyelni, úszómedencét is kialakítottak, mellette padokkal, asztalokkal.
A park területén élő lakosok kézművességgel is foglalkoznak, termékeikből vásárolni lehet. Készítenek többek között virág formájú dísztárgyakat mindenféle növényi részekből, edényeket, tollszárakat és állatfigurákat (pl. tatukat) bambuszból, nyakláncokat különböző felfűzött termésekből és a pochote fa tüskéiből kis házikókat.